# Józef Szydzik

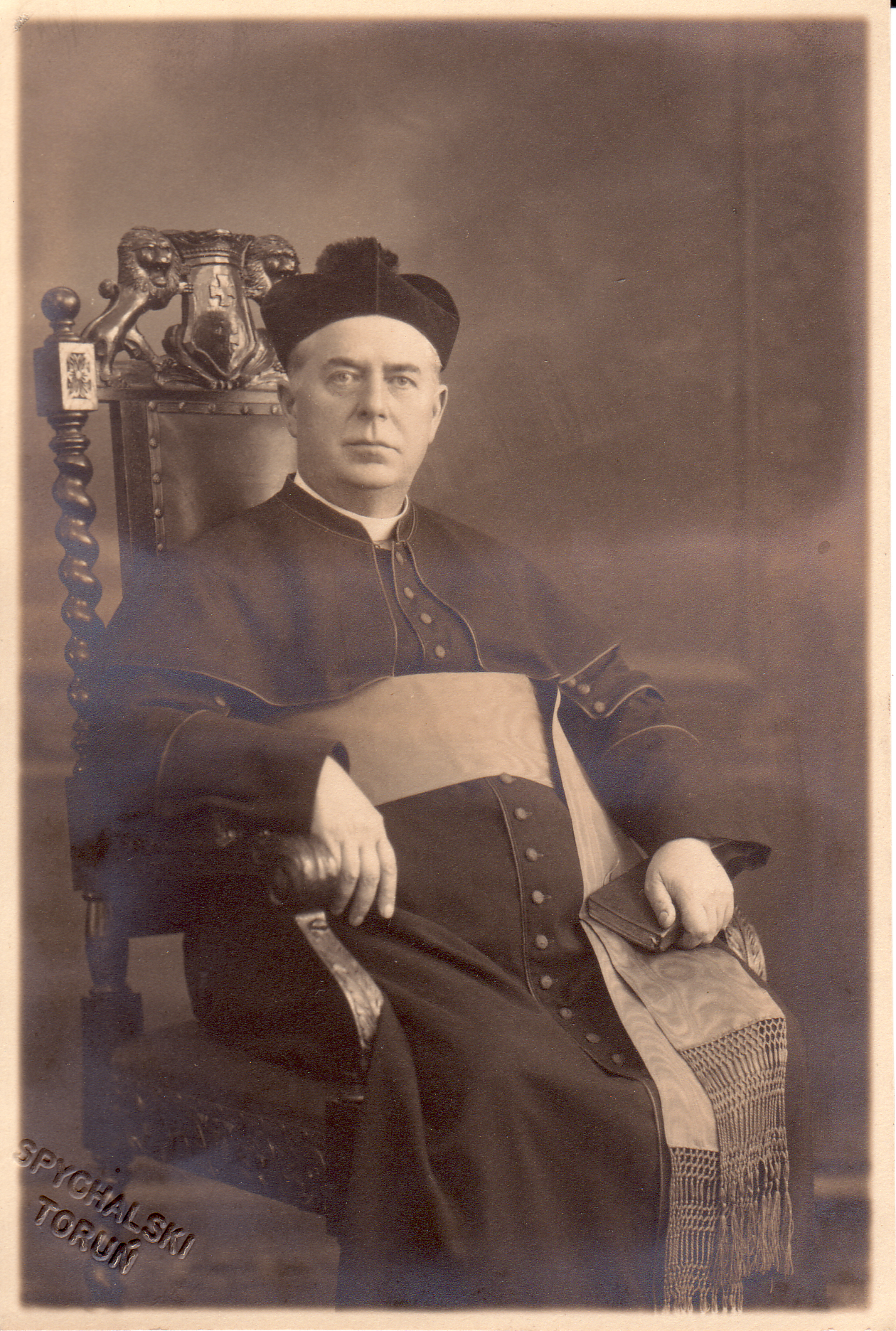
Ksiądz prałat Józef Szydzik, Chełmża 1931

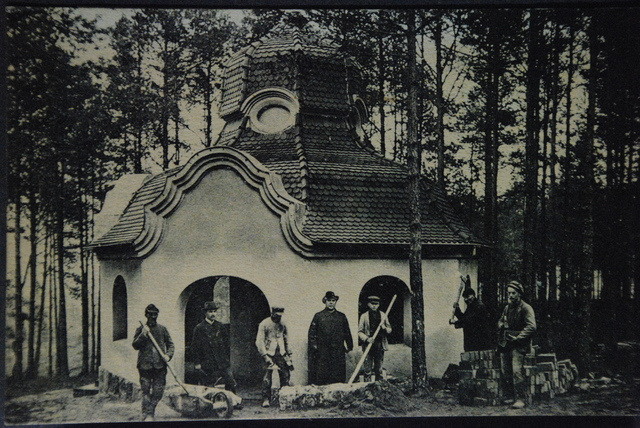
Ksiądz Józef Szydzik przy budowie kaplicy Kalwarii we Wielu

Józef Szydzik (ur. 18 października 1871 w Mikołajkach, zm. 29 września 1939 w Bydgoszczy albo w okolicach) – ksiądz katolicki, polski działacz narodowy, budowniczy Kalwarii Wielewskiej, zasłużony proboszcz chełmżyński i fordoński.

## Życiorys
Urodzony w Mikołajkach w powiecie lubawskim w rodzinie nauczycielskiej (syn Franciszka Szydzika i Anastazji Rosińskiej, brat Marii Magdaleny Błędzkiej z d. Szydzik, Franciszka Szydzika – księdza katolickiego w USA, Kazimiery Szydzik – siostry zakonnej i przełożonej Klasztoru Zmartwychwstanek w Chicago (USA) i Bronisławy Szydzik – siostry zakonnej w Katowicach). Uczył się w progimnazjum w Nowym Mieście Lubawskim, a od 1888 w gimnazjum w Brodnicy, gdzie należał do tajnej organizacji filomackiej, której był w latach 1890–1891 przewodniczącym. Od 1891 alumn w Seminarium Duchownym w Pelplinie. W 1896 otrzymał święcenia kapłańskie.
Józef Szydzik był filistrem honorowym Capitolii (korporacji akademickiej). Capitolię założyła dnia 19 listopada 1926 grupa studentów Uniwersytetu Jagiellońskiego.
Jako wikariusz pracował w Oliwie, Chojnicach i Pączewie. Od 1903 był proboszczem w Ostródzie.
W 1905 objął parafię we Wielu. Dokończył tam budowę kościoła parafialnego rozpoczętą przez poprzednika, angażował się w życie społeczne, gospodarcze i polityczne, patronował Towarzystwu Ludowemu i Kółku Rolniczemu. Od 1907 działał w TCL, w 1906 współzałożył Bank Ludowy we Wielu, którego był dyrektorem. Odnowił kult Matki Bożej Pocieszenia. Był głównym inicjatorem i budowniczym Kalwarii Wielewskiej na Białej Górze nad jez. Wielewskim. Był aktywny w ruchu niepodległościowym. W 1918 został przewodniczącym Rady Robotniczo-Chłopskiej we Wielu i delegatem na Polski Sejm Dzielnicowy w Poznaniu. Był też inicjatorem budowy kościoła filialnego w Dziemianach.
W 1924 w uznaniu dotychczasowych zasług otrzymał prestiżową parafię w Chełmży. W 1927 został tajnym szambelanem papieskim, a w latach 1929–1938 był dziekanem i delegatem biskupim. Odnowił katedrę chełmżyńską, w starej szkole stworzył dom katolicki, w którym miały siedzibę liczne bractwa religijne, zwłaszcza młodzieżowe, którym patronował. Ku pamięci poległych w I wojnie światowej mieszkańców miasta wybudował kaplicę Matki Bożej Częstochowskiej na przyjeziornym wzgórzu. Odnowił kult bł. Juty i wybudował pod jej wezwaniem kaplicę w Bielczynach na miejscu dawnej pustelni i dawniejszych kaplic. Opracował cenną publikację Kalendarz Kościelny dla Parafii Chełmżyńskiej. Zawierała ona historię Chełmży, wykaz proboszczów, historię katedry, legendy o mieście. Ponadto chronologiczny spis biskupów chełmińskich od początku do 1926, historię kościoła św. Mikołaja w Chełmży, kościoła oo. franciszkanów, klasztoru ss. elżbietanek, historię bractw i stowarzyszeń, opis parafii dekanatu chełmińskiego. W czasach kryzysu gospodarczego współpracował z władzami miasta w celu niesienia pomocy biednym. Propagował ruch abstynencki. W 1936 na wniosek bpa Stanisława Okoniewskiego uhonorowany przez Piusa XI godnością infułata – protonotariusza apostolskiego. W 1938 przeniesiono go do parafii św. Mikołaja w Fordonie (obecnie dzielnica Bydgoszczy). Słynął w diecezji jako nowoczesny duszpasterz, zasłużony działacz społeczny, od 1906 członek TNT (Towarzystwo Naukowe w Toruniu).
20 września 1939 aresztowany przez Niemców, uwięziony w tymczasowym obozie dla internowanych Polaków w koszarach 15 Wielkopolskiego Pułku Artylerii Lekkiej w Bydgoszczy przy ul. Gdańskiej 147 (Internierungslager blok VIII), gdzie 29 września 1939 hitlerowski „lekarz” zabił go zastrzykiem. Dokładne miejsce pochówku nie jest znane (może w Tryszczynie – 10 km od Bydgoszczy w kierunku Koronowa, może w fordońskiej „Dolinie Śmierci”). W tamtych dniach, w ciągu kilku dni zabito 250 osób, głównie nauczycieli, księży oraz członków Polskiego Związku Zachodniego.

## Ordery i odznaczenia
- Krzyż Kawalerski Orderu Odrodzenia Polski (11 listopada 1934)[4][5]
- Medal Niepodległości (22 kwietnia 1938)[6]
- Srebrny Krzyż Zasługi (9 lutego 1925)[7]
- Odznaka Organizacji Wojskowej Pomorskiej

## Upamiętnienie
Jedna z ulic Fordonu w Bydgoszczy nosi dziś jego imię.